# ریشه‌شناسی نام گندی‌شاپور
به نوشته ریچارد فرای، کلمه گندی‌شاپور، تحریف شده نام «وِه آنتیُخ شاپور» یعنی «بهتر از آنتیُخ را شاپور ساخته» است. بر اثر جنگ‌های شاپور یکم با روم، شاهنشاه ساسانی، اسیران رومی را در فارس و خوزستان اسکان می‌داد و با توانایی آنها، بند قیصر بر روی رود کارون ساخت و کاخ بیشاپور را موزائیک کرد. این رفتار شاپور یکم، سرآغاز ریشه دوانیدن مسیحیت در جنوب ایران گشت. به گزارش طبری، سازنده گندی‌شاپور، شاپور یکم ساسانی است. آورده‌اند که این شهر در ۲۶۰ میلادی، به دنبال پیروزی شاپور یکم بر والریانوس، امپراتور روم (حک:۲۵۳–۲۶۰ میلادی)، به دست اسیران رومی ساخته شد و ایرانیان، اسیران را در این محل سکنا دادند. نام شهر ابتدا وِه‌اَندیو شاپور/ وِه‌اَنتیوک شاپور «به از انطاکیه شاپور» (یعنی شهری که شاپور آن را بهتر از انطاکیه بنا کرد)، بود و بعداً گندیشاپور و جندی‌شاپور نامیده شد.

## نام گندی‌شاپور در منبع‌های اولیه
شاپور یکم در متن فارسی میانه سنگ نوشته خود در کعبه زرتشت، نام این شهر را «وه انتیوک شهپوهری»  «wahy 'ndywk Šhpwhr-y» خوانده شده، اما در متن یونانی همان سنگ‌نوشته، نامم شهر «گوی آنتیوخ سابور» (Gove-Antioch-Sabur) نوشته شده است. مسیحیان نسطوری از سده پنجم میلادی در نوشته‌های خود جندی‌شاپور را به زبان سُریانی «بیث لاپات» می‌خواندند. در گزارش‌های اسلامی، گفته شده که جندی‌شاپور مطران‌نشین نسطوریان خوزستان بوده است. پروکوپیوس (مورخ رومی سده ششم میلادی) در اشاره به شورش انوشک‌زاد، فرزند مسیحی خسرو انوشیروان، شهر بیت لاپات/ بیلاپاتَن را کانون این شورش خوانده است. فردوسی و دینوری در گزارش‌های خود، کانون شروش انوش‌زاد را شهر جندی‌شاپور گفته‌اند. موسی خورنی (جغرافی‌دان ارمنی) جندی‌شاپور را «گُندیر شَیوه» (Gundir Šapuh) خوانده و البته می‌گوید که در دوره ساسانیان، این شهر مطران نشین کلیسای نسطوری در ایران بوده و بیث لاپات هم نامیده می‌شده است. در متن پارسی میانۀ شهرستان‌های ایرانشهر، نام این شهر «وندی شاپور» (wandǒy Šābuhr) و در تاریخ تئوفیلاکت سیموکاتا (تاریخ نویس رومی سده هفتم میلادی) «بندو سابورا» (Bendosabora) آمده است. در متن‌های تاریخی و جغفرافیایی دوره اسلامی، نام این شهر با ریخ‌های گوناگونی چون «وه اندیو شاپور»، «به از اندیو شاپور»، «به از اندی سابور»، «وندو شاور»، «وندی شاپور»، «جندی‌سابور»، «گندی شاپور» و «جُندی شاپور» خوانده شده است. نام آن به صورت نیلاب نیز ضبط شده و چون مباشر شاپور برای احداث این شهر شخصی به نام بیل بوده‌است، آن را بیل و بیل‌آباد نیز نامیده‌اند. قفطی، بر اساس افسانه‌ای، نام این شهر را مرکب از دو نام «جُندا» و «شاپور» دانسته و نوشته‌است که شاپور اول ساسانی، پس از صلح با امپراتور روم (آورلیانوس، حکومت: ۲۷۰–۲۷۵ میلادی)، با دخترش ازدواج کرد و دستور به ساخت شهری همچون کنستانتینوپل را برای همسرش داد.

## فرضیه‌ها
دنیل پاتس، استدلال می‌کند که گندی‌شاپور، پیشینه‌ای به درازای سلسله اشکانی دارد. بن‌مایه حرف‌های او، دو کتیبه یونانی‌زبان در شوش است که نام یک آبراهه را، گندیوسوس (نام علمی: Gondeisos) نامیده‌است. باکاوش باستان‌گرایانه ویرانه‌های گندی‌شاپور، هیچ نشانه‌ای مبنی بر حضور تمدن پیش-ساسانی یافت نشد و پرونده این تناقضات، بسته شد.
به نظر شاپور شهبازی، گندی‌شاپور، برگرفته از نام ایرانی «گوند-دژ» به معنی «قلعه نظامی» است که دنیل پاتس را به این فرضیه کشانده، که این‌طور فرض کرد که «گند دز»، نام مکانی است که بایستی از رودخانه آب دز وام گرفته شده باشد. بنابر استدلال او، زمانی که شاپور یکم، شهر را بازسازی کرد، «گُند دژ»، تبدیل به «گوند دژ» یا «گوند دزِ شاپور» تبدیل گشت، در حالی که تبعیدی‌های آنتیُخ (امروزه انطاکیه؛ شهری بنا شده بر روی رود عاصی بنا گشته) را در این شهر اسکان داد و شعار «[این شهر] بهتر از آنتیوخیای شاپور [است]»، را ترویج داد.

مکان این شهر، در یکی از آبادی‌های خوزستان، متعلق به شخصی به نام جُندا، احداث شد. اهالی، بنای این شهر را به «جندا و شاپور» نسبت دادند. همراه دختر آورلیانوس، تعدادی از پزشکان متبحر و پیشه‌وران و صاحبان حرفه‌ای دیگر از کنستانتینوپل به جندی‌شاور رفتند و به تربیت شاگرد مشغول گشتند.